# Hick’s (Nevis)
Hick’s (auch: Hick’s Village) ist eine Siedlung auf der Insel Nevis im Inselstaat St. Kitts und Nevis in der Karibik, teilweise wird der Name auf die erweiterte Gegend im Parish Saint James Windward im Nordosten der Insel übertragen.

## Geographie
Die Siedlung liegt Nordosten der Insel, südwestlich der Hick’s Cove und nördlich von Hicks Estate an den nordöstlichen Ausläufern des Nevis Peak. Die benachbarten Siedlungen sind Potwork Settlement im Nordwesten und Whitehall im Süden. An der Hauptstraße reihen sich mehrere Kirchen nebeneinander: St. James Anglican Church, Faith Tabernacle Church of God und die First Baptist Church.